# Darunavir
Darunavir (DRV), vândut, printre altele, sub numele de marcă Prezista, este un medicament antiviral utilizat pentru tratarea și prevenirea HIV/SIDA. În general, este recomandat pentru utilizare cu alte antiretrovirale.Este adesea folosit cu doze mici de ritonavir sau cobicistat pentru a crește nivelurile de darunavir. Poate fi utilizat pentru prevenire după o rănire prin înțepătură cu ac sau o altă expunere potențială. Se administrează pe cale orală o dată până la două ori pe zi.
Reacțiile adverse frecvente includ diaree, greață, dureri abdominale, dureri de cap, erupții cutanate și vărsături. Efectele secundare severe includ reacții alergice, probleme hepatice și erupții cutanate, cum ar fi necroliza epidermică toxică. Deși este puțin studiat în timpul sarcinii, pare să fie sigur pentru copil. Este din clasa inhibitorilor de protează (PI) și acționează prin blocarea proteazei HIV.
Dezvoltat de compania farmaceutică Tibotec, darunavirul poartă numele lui Arun K. Ghosh, profesorul de chimie care a descoperit molecula la Universitatea Illinois din Chicago. A fost aprobat de Food and Drug Administration (FDA) la 23 iunie 2006. Este pe Lista de medicamente esențiale a Organizației Mondiale a Sănătății. Medicamentul combinat cu doză fixă darunavir/cobicistat (Rezolsta) este disponibil ca o singură pastilă.